# فراکسیون وفاداری به مقاومت
فراکسیون وفاداری به مقاومت (عربی: کتلة الوفاء للمقاومة‎)، شاخه سیاسی حزب‌الله لبنان در مجلس نمایندگان لبنان است که همراه با جنبش امل، بر ائتلاف ۸ مارس تسلط داشته و از سال ۲۰۱۲، دو کرسی در کابینه لبنان دارد. این حزب در حال حاضر توسط یک سیاستمدار شیعه و از اعضای حزب‌الله، محمد رعد، رهبری می‌شود.

## تاریخچه عضویت
| انتخابات | کرسی‌ها          | تغییرات | منبع  |
| -------- | --------------- | ------- | ----- |
| ۱۹۹۲     | ۱۲ از ۱۲۸ (۹٪)  | جدید    |       |
| ۱۹۹۶     | ۹ از ۱۲۸ (۷٪)   | ۳       |       |
| ۲۰۰۰     | ۱۲ از ۱۲۸ (۹٪)  | ۳       |       |
| ۲۰۰۵     | ۱۴ از ۱۲۸ (۱۱٪) | ۲       |       |
| ۲۰۰۹     | ۱۳ از ۱۲۸ (۱۰٪) | ۱       | [ ۵ ] |
| ۲۰۱۸     | ۱۳ از ۱۲۸ (۱۰٪) | بی‌تغییر | [ ۶ ] |
| ۲۰۲۲     | ۱۵ از ۱۲۸ (۱۲٪) | ۲       | [ ۷ ] |